# Arbeiterpartei (Algerien)
Die Arbeiterpartei (französisch Parti des Travailleurs, Kürzel PT; arabisch حزب العمال, DMG Ḥizb al-ʿUmmāl; Tamazight: Akabar Ixeddamen) ist eine kommunistische Partei in Algerien, die zwar als trotzkistisch bezeichnet wird, sich jedoch linksnationalistisch bzw. an den linken lateinamerikanischen Regierungen wie der von Venezuela ausrichtet. Die Arbeiterpartei wird von Louisa Hanoune geführt. Die 1990 gegründete Partei tritt für den Schutz und die Förderung der Gewerkschaftsbewegungen in Algerien ein. Sie war eng mit der gleichnamigen französischen Partei verbunden.
Ihre Generalsekretärin Louisa Hanoune war bei der Präsidentschaftswahl 2004 die erste Frau in der Arabischen Welt, welche für das Präsidentenamt als Kandidatin antrat – allerdings erhielt sie nur 3,3 % der Stimmen. Bei der Parlamentswahl 2007 war die Arbeiterpartei die größte Oppositionspartei gegenüber der Dreipartenkoalition aus der FLN, der Nationalen Demokratischen Sammlung und der Gesellschaftsbewegung für den Frieden. Sie gewann allerdings lediglich 5,08 % der Wählerstimmen und 26 der 389 Sitze in der Nationalen Volksversammlung.